# 阿达河畔布里尼亚诺杰拉
阿达河畔布里尼亚诺杰拉（義大利語：Brignano Gera d'Adda），是意大利贝加莫省的一个市镇。总面积11.8平方公里，人口5798人，人口密度491.4人/平方公里（2009年）。国家统计（ISTAT）代码为016040。